# Uspavalo
Uspaválo (tudi hipnotik) je zdravilna učinkovina, ki povzroča fiziološkemu spancu podobno stanje oziroma lajša nespečnost. Pri tem ni ostrih meja med njimi in pomirjevali na eni strani ter anestetiki na drugi.
Uspavala so bodisi po sintetičnih poteh dobljene substance bodisi naravne učinkovine, ki jih nahajamo v rastlinah.

## Uspavala na rastlinski osnovi
Najbolj znani in najčešče uporabljeni so pripravki na osnovi zdravilne špajke (baldrijana). Njihov učinek je zelo blag in običajno so ti pripravki prosti recepta. pogosto se uporabljajo tudi različne kombinacije iz baldrijana, melise, hmelja, šentjanževke in drugih rastlin. Rastlinska uspavala bolniki praviloma dobro prenašajo. Tudi zasvojljivost je neznatna. Vendar predpostavka, da rastlinski pripravki niso nevarni, ne velja nasplošno - kot kaže primer pripravkov iz vrtnega maka, ki vsebujejo morfij.

## Sintetična uspavala
Učinkovine z uspavalnim učinkom, ki jih dobimo po kemijskih poteh, lahko razdelimo v več skupin:
- Benzodiazepini so učinkovine, ki delujejo pomirjujoče, blažijo strah, krče, nespečnost. V to skupino sodijo dandanes najpogosteje uporabljena uspavala. Gre za zdravila, ki jih je možno dobiti le na recept. Nevarnost zasvojitve je visoka (predvsem psihična, deloma tudi fizična). Predstavniki te skupine so: diazepam, triazolam, flurazepam, ...
- Barbiturati so veliko nevarnejše učinkovine. V kombinaciji z alkoholom so lahko smrtni. Imajo relativno dolg razpolovni čas ter povzročajo različne neželene učinke, na primer utrujenost šele prihodnji dan po aplikaciji. Zavirajo tako imenovano fazo REM med spancem. Zanje je značilna psihična odvisnost, privajanje in toleranca. Danes jih uporabljamo le še redko.
- Piperidindioni
- Ostali: na primer kloralhidrat, metilpentinol

Številna uspavala so sorodna pomirjevalom in s pomirjujočim učinkom dosežejo spanec. Najpogosteje se uporabljajo substance, ki se po 1 do 4 urah razgradijo.